# Meigenia grata
Meigenia grata là một loài ruồi trong họ Tachinidae.